# علاج (طب)
العلاج طبياً هو محاولة السيطرة على المرض والتخلص منه وهو المرحلة التي تلي عملية تشخيص المرض. الهدف الرئيسي للعلاج هو إزالة جميع الأعراض والمسببات للمرض والوصول لحالة من الاتزان والاستقرار الوظيفي.

## أنواع العلاجات

### حسب التسلسل الزمني أو الأولوية أو الكثافة

#### مستويات الرعاية
تصنف مستويات الرعاية الرعاية الصحية إلى فئات، التسلسل الزمني والأولوية والكثافة، على النحو التالي:
- الرعاية الطارئة تتعامل مع حالات الطوارئ الطبية وهي نقطة الاتصال أو الاستيعاب الأولى للمشاكل الأقل خطورة، والتي يمكن إحالتها إلى مستويات أخرى من الرعاية حسب الاقتضاء.
- العناية المركزة، وتسمى أيضًا العناية الحرجة، هي رعاية المرضى المصابين بأمراض شديدة. تتطلب كثافة الموارد والمعرفة والمهارة، بالإضافة إلى القدرة على اتخاذ قرارات سريعة.
- الرعاية الجوالة هي الرعاية المقدمة للمرضى غير المقيمين. يمكن للمرضى الدخول والخروج من العيادة بقرارهم الشخصي، عادةً في نفس اليوم.
- الرعاية المنزلية هي الرعاية في المنزل، وتشمل الرعاية التي يقدمها الأطباء والممرضات ومساعدو الصحة المنزلية، وإجراء زيارات منزلية، والرعاية التي يقدمها أفراد الأسرة، والرعاية الذاتية للمريض.
- الرعاية الأولية هي النوع الرئيسي للرعاية بشكل عام، وتشكل من الناحية المثالية منزلًا طبيًا لتوحيد الرعاية عبر مقدمي الرعاية المُحالين.
- الرعاية الثانوية هي الرعاية التي يقدمها الأخصائيون الطبيون وغيرهم من المهنيين الصحيين، مثل أطباء القلب وأطباء المسالك البولية وأطباء الأمراض الجلدية. يصل المريض إلى الرعاية الثانوية كخطوة تالية من الرعاية الأولية، عادةً عن طريق إحالة مقدم الخدمة، وفي بعض الأحيان، بمبادرة ذاتية من المريض.
- الرعاية الثالثية هي رعاية استشارية متخصصة، تكون عادةً موجهة للمرضى المقيمين وعند الإحالة من أخصائيي الصحة الأولية أو الثانوية، في منشأة بها موظفين ومرافق للفحص والعلاج الطبي المتقدم، مثل مستشفى الإحالة الثالثية.
- رعاية المتابعة هي الرعاية الإضافية المقدمة أثناء فترة النقاهة أو بعدها. تعتبر الرعاية التالية عمومًا مرادفًا لرعاية المتابعة.
- رعاية نهاية الحياة هي الرعاية قرب نهاية حياة المريض. غالبًا ما تتضمن ما يلي:
  - الرعاية التلطيفية، وهي رعاية داعمة، وخاصةً (ولكن ليس بالضرورة) قرب نهاية الحياة.
  - الرعاية النهائية، وهي رعاية تلطيفية في نهاية الحياة عندما يكون العلاج غير ممكن. هدفها الرئيسي هو الراحة الجسدية والعقلية.

#### خطوط العلاج
غالبًا ما تتبع قرارات العلاج خوارزمية رسمية أو غير رسمية. يمكن تصنيف خيارات العلاج أو تحديد أولويات خطوط العلاج كما يلي: الخط العلاجي الأول، والخط العلاجي الثاني، والخط العلاجي الثالث، إلخ. الخط العلاجي الأول (يسمى أحيانًا العلاج المحفز أو العلاج الأولي) هو العلاج الأول الذي يُجَرَّب. عادةً ما تكون أولويته على الخيارات الأخرى لسببين: (1) موصى به رسميًا على أساس التجارب السريرية لكونه يقدم أفضل مزيج ممكن من الفعالية والأمان والتحمل (2) يُخْتَار بناءً على الخبرة السريرية للطبيب. إذا فشل الخط العلاجي الأول في حل المشكلة أو نتج عنه آثار جانبية غير محتملة، قد يُستبدل أو يُضاف إليه علاجات إضافية (الخط الثاني)، متبوعةً بعلاجات الخط الثالث، إلخ.
من الأمثلة التي يكون فيها إضفاء الطابع الرسمي على خوارزميات العلاج وترتيب خطوط العلاج واسع النطاق، نظم العلاج الكيميائي. بسبب الصعوبة الكبيرة في علاج بعض أشكال السرطان بنجاح، يمكن تجربة كل خط علاجي تلو الآخر. في علم الأورام، قد يصل عدد خطوط العلاج إلى 10 أو حتى 20.
في كثير من الحالات، يمكن تجربة علاجات متعددة في وقت واحد (العلاج المركب أو العلاج المتعدد). لذلك، يسمى العلاج الكيميائي المركب أيضًا العلاج الكيميائي المتعدد، بينما يسمى العلاج الكيميائي باستخدام عامل واحد العلاج أحادي العامل أو المعالجة أحادية الدواء.
العلاج المساند هو علاج يُقدم بالإضافة إلى العلاج الأساسي أو الرئيسي أو الأولي، ولكن في نفس الوقت (على عكس الخط العلاجي الثاني). العلاج المساعد الجديد هو العلاج الذي يبدأ قبل العلاج الرئيسي. يمكن اعتبار الاستئصال الجراحي للورم بمثابة خط العلاج الأول لنوع معين من السرطان رغم استخدام العلاج الإشعاعي قبله؛ فالعلاج الإشعاعي هو علاج مساعد جديد (أولي بحسب الترتيب الزمني ولكن ليس بحسب الأهمية). يشبه ذلك مفهوم تمهيد العلاج، لكن هذه المصطلحات ليست مترادفة؛ تسمى الأدوية السامة للخلايا التي تستخدم لـ«تثبيت» الخلايا الورمية قبل أن توجه الجراحة «الضربة القاضية» بالعلاج الكيميائي المساعد الجديد، وليس العلاج التمهيدي، بينما تعتبر الإجراءات مثل التخدير أو إعطاء المضادات الحيوية الوقائية قبل جراحة الأسنان تمهيدًا للعلاج.
العلاج التدريجي أو العلاج السلمي هو طريقة محددة لترتيب الأولويات حسب خطوط العلاج. يعد مثيرًا للجدل في نظم الرعاية الصحية الأمريكية لأنه يتناقض مع عملية اتخاذ القرار حول ما يشكل خطوط العلاج الأولى والثانية والثالثة، والذي يعكس في الولايات المتحدة السلامة والفعالية أولًا والكلفة فقط وفقًا لرغبات المريض، يحاول العلاج التدريجي دمج احتواء التكاليف من قبل شخص آخر غير المريض (طرف ثالث) في الخوارزمية. يشمل أيضًا حرية العلاج والتفاوض بين حقوق الفرد والجماعة.

### بحسب الغاية
| نوع العلاج          | الوصف |
| العلاج الإجهاضي     | علاج يهدف إلى منع استمرار تقدم حالة طبية. الدواء الذي يُتَنَاوَل عند ظهور العلامات المبكرة للمرض، مثل المسكن الذي يُتَنَاوَل عند ظهور الأعراض الأولى للصداع النصفي لمنع تفاقمه، هو علاج إجهاضي. |
| علاج الجسر          | علاج يوفر جسرًا إلى خطوة أو مرحلة أخرى، متجاوزًا الهوة بشكل مباشر، على عكس العلاج الحتمي، وهو العلاج النهائي في الحالات التي يكون فيها مناسبًا سريريًا. |
| العلاج الترسيخي     | علاج يعطى لتعزيز فوائد العلاج المحفز. في السرطان مثلًا، يهدف إلى إزالة أي أثر باقٍ للخلايا الخبيثة. |
| العلاج الشافي       | علاج بقصد الشفاء، أي علاج يسعى إلى إزالة السبب الجذري للاضطراب. (ويسمى أيضًا العلاج الموجه للسبب) |
| العلاج النهائي      | علاج قد يكون نهائيًا، أو أفضل من غيره، أو شافيًا، أو كل ما سبق. |
| العلاج الحتمي       | علاج يعتبر الوجهة النهائية وليس جسرًا إلى علاج آخر. عادةً ما يشير إلى أجهزة المساعدة البطينية للحفاظ على عمل القلب، ليس فقط حتى يمكن إجراء زراعة القلب، ولكن لضمان متوسط العمر المتوقع للمريض. |
| العلاج التجريبي     | علاج يُعطى على أساس تجريبي؛ وهذا يعني أنه يُعطى وفقًا لتخمين الطبيب رغم عدم يقينه بشأن العامل المسبب للمرض. مثلًا، يقدم العلاج التجريبي بالمضادات الحيوية مضادًا حيويًا واسع الطيف على أساس وجود احتمال كبير (بالنظر إلى التاريخ ونتائج الفحص البدني وعوامل الخطر الموجودة) أن المرض سببه جرثومي وسيستجيب لهذا الدواء (رغم أن نوع البكتيريا أو المتحور غير معروف). |
| علاج المعيار الذهبي | علاج حاسم، تمامًا مثل المعيار الذهبي التشخيصي الذي يعتبر اختبارًا حاسمًا. |

## حسب الهدف (التوجه)

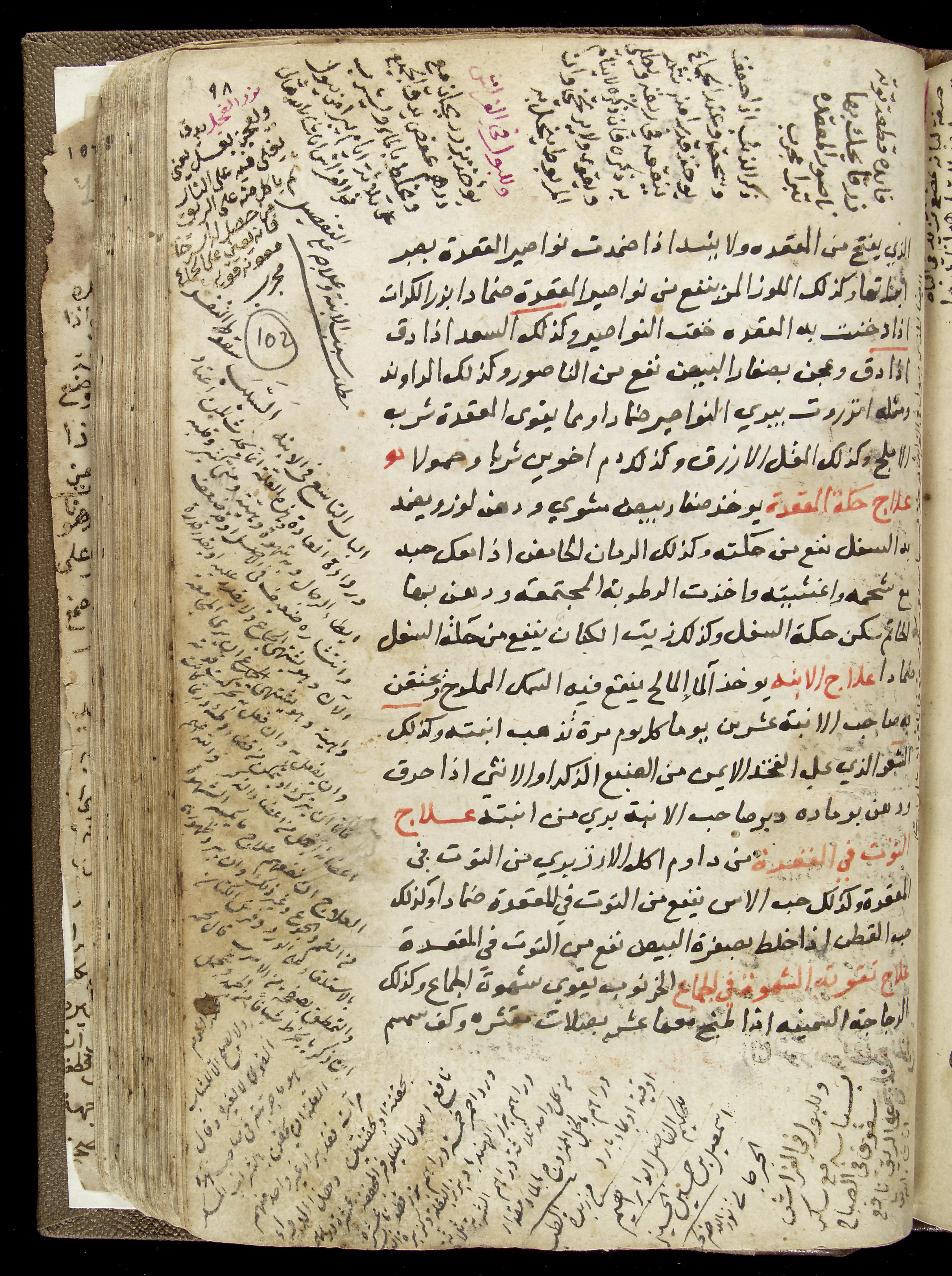

- موجَّه للسبب: (بالإنجليزية: etiotropic)‏ يهدف إلى إزالة سبب المرض.
- موجَّه للإمراض: (بالإنجليزية: pathogenetic)‏ يتدخل في الآلية الإمراضية للمرض.
- معالجة الأعراض: (بالإنجليزية: symptomatic)‏ يهدف إلى تخفيف أعراض المرض ريثما يُشْفَى، ويُستخدم عادةً مع علاجات موجهة للسبب أو للإمراض.
- معالجة تلطيفية: (بالإنجليزية: palliative)‏ السيطرة على أعراض المرض قدر الإمكان عند تعذر السيطرة على الأسباب أو الإمراض.
- العلاج الوقائي

## حسب الأداة
- معالجة دوائية
- العلاج الطبيعي
- معالجة شعاعية
- معالجة نفسية
- العلاج بالأنظمة الغذائية (الحمية)
- الجراحة

## مواضيع ذات صلة
- الكيمياء التوفيقية
- الصيدلة الجينية
- العلاج بالبروتينات
- الأدوية الفيروسية
- لقاح السرطان
- علاج خلوي
- وقاية (طب)
- علاج كيميائي
- علاج فيزيائي
- علاج التوحد
- علاج التعلق
- علاج التصلب المتعدد
- علاج جيني
- علاج نفسي
- علاج نسوي
- علاج إشعاعي
- علاج بالرنين المغناطيسي
- علاج بالصدمة الكهربائية
- علاج بالبروتونات
- علاج بالضوء
- علاج بالنحل
- علاج لصقة النيكوتين
- علاج بمضادات تحسيس

## روابط خارجية
- الفصل التاسع من كتاب الطب المُهدى إلى المنصور، مع شرح لسيلانوس دي نيغريس هو كتاب اللاتينية حسب الرازي، من 1483، ومن المعروف أن للفصل انها 9، وهي عبارة عن التداوي